# Рояль Пари
«Роя́ль Па́ри» (исп. Royal Pari Fútbol Club) — боливийский футбольный клуб из города Санта-Крус-де-ла-Сьерра.

## История
«Рояль Пари» был основан 13 ноября 1993 года в районе Эль-Па́ри города Санта-Крус-де-ла-Сьерра — именно в честь этого района клуб получил название, добавив к нему франкоязычное дополнение «Рояль», то есть «Королевский». На протяжении двух десятилетий команда с различным успехом выступала в низших любительских дивизионах Боливии. В 2006 году клуб дебютировал во втором любительском дивизионе (четвёртая по уровню лига Боливии). 14 сентября 2013 года «Рояль Пари» приобрела Grupo SION, инвестиционная группа, в наибольшей степени известная своей деятельностью в сфере недвижимости. После этого «Рояль Пари» стал последовательно подниматься в дивизионах, и в 2017 году уверенно выиграл Второй дивизион, впервые в своей истории завоевав путёвку в Примеру.
В дебютном чемпионате, Апертуре 2018, «Рояль Пари» не смог выйти в чемпионский плей-офф, но в Клаусуре занял третье место. В сводной таблице 2018 года команда оказалась на пятом месте и завоевала путёвку в розыгрыш Южноамериканского кубка.
В дебютном для себя международном турнире «львы» проявили себя довольно успешно, преодолев двух соперников. В первом раунде после обмена победами с одинаковым счётом 2:1 в серии пенальти боливийская команда оказалась сильнее венесуэльского «Монагаса» (4:2). Во втором раунде «Рояль Пари» прошёл эквадорскую «Макару» благодаря большему числу голов, забитых на выезде. В 1/8 финала боливийцы в обоих матчах с одинаковым счётом 1:2 уступили колумбийскому «Ла Экидаду» и выбыли из турнира.

## Достижения
- Победитель Второго дивизиона Боливии (Кубок Симона Боливара) (1): 2017
- Участник Южноамериканского кубка (1): 2019 (1/8 финала)